# Biblioteca centrale Arturo Frinzi
Biblioteca Arturo Frinzi prima chiesa del monastero dei Minimi di San Francesco di Paola, poi caserma e dal 1987 sede della biblioteca centrale del polo umanistico, economico, giuridico dell'Università di Verona. Aperta alla comunità accademica e a tutta la cittadinanza.

## Storia

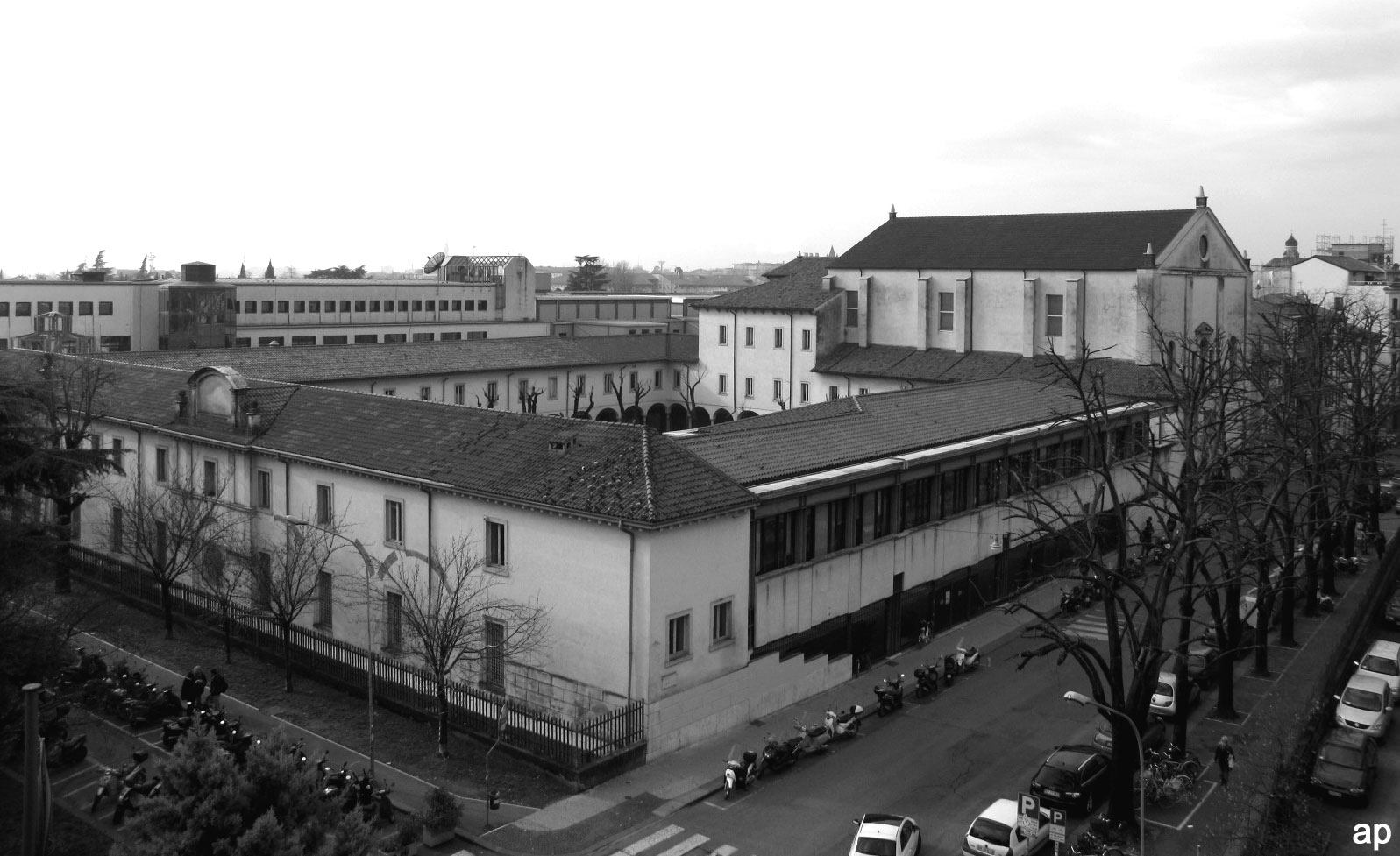
Biblioteca Frinzi Università di Verona

La biblioteca è ubicata nella chiesa dedicata a San Francesco di Paola a Verona, eretta nel Campo Marzio nel 1596 a tre anni dall'arrivo in Verona di padre Giovanni da Paterno Calabro dell'Ordine dei Minimi o Paolotti. I primi monaci che si insediarono a Verona nel 1593, su mandato del correttore (superiore generale) Gregorio de Pania, provenivano in gran parte dal convento di Mantova e dal bacino lombardo attinse anche negli anni a venire la congregazione veronese. Il 10 aprile 1593, sabato delle Palme, Alberto Valier nipote e coadiutore del vescovo Agostino Valier, consegnò formalmente (con la posa della prima pietra) a Giovanni da Paterno chiesa e monastero intitolati a San Francesco di Paola. Il giorno successivo venne celebrata la prima messa cui assistettero il podestà di Verona, Giacomo Bragadino, il protettore del convento, Agostino Giusti e con loro una folla di nobili e semplici cittadini. 
Sul terreno, ubicato nell'area del Campo Marzio donato ai Minimi, sorgevano alcuni stabili che poterono ospitare da subito i Monaci permettendo loro di rimandare la costruzione del convento e di orientare gli sforzi economici nell'edificazione della chiesa. Probabilmente l'attenzione si spostò sul convento tra gli anni Venti e Quaranta del secolo XVII dal momento che ancora nel 1611 i monaci si trovarono a chiedere denaro al Consiglio del Comune di Verona al fine di edificare un chiostro per raggiungere la chiesa restando al coperto. Il complesso conventuale subì una profonda ristrutturazione tra il 1663 e il 1664 come conseguenza dell'investitura del convento veronese a luogo "pro clericatu" laddove il convento veneziano dei Minimi fu orientato "pro novitiatu". In quei giorni probabilmente venne eretta la parte del chiostro a nord con relative dieci nuove camere con la funzione di chiericato. A poco meno di un secolo più tardi, più precisamente al 1746, risale l'ultimo intervento importante sugli edifici di San Francesco di Paola che trovano la loro definitiva configurazione.

### I Minimi e i nobili veronesi
Il rapporto con le famiglie nobiliari veronesi si mostrò da subito vitale non solo per la fondazione, ma anche per il mantenimento e la fioritura del convento. I nomi fondanti sono quelli dei fratelli Massimo e Agostino Giusti che con Giulio Cagalli donarono ai Minimi il terreno su cui innalzare il loro convento nella zona a sinistra dell’Adige, nella contrada di San Paolo, ricca di molti insediamenti religiosi nessuno dei quali tuttavia di ordini maschili di rilievo. L’arrivo dei Minimi fu dunque particolarmente importante in quanto costituì, per la classe nobiliare veronese, un luogo di sepoltura dopo che molte delle chiese della città non poterono accogliere nuove tombe. Nella chiesa di San Francesco di Paola, in particolare, secondo la testimonianza del Biancolini fu sepolto anche il medico e uomo di lettere Federico Ceruti (1532-1611) la cui lapide è oggi conservata nel chiostro della chiesa di San Zeno.
Le proficue relazioni con le famiglie patrizie si concretarono in lasciti e donazioni in cambio di spazi funerari, messe in suffragio, celebrazioni liturgiche. I monaci si trovarono quindi a gestire un patrimonio finanziario che costituiva la loro principale fonte di sussistenza. Infatti, a differenza di ordini insediati da tempo in territorio veneto, quelli di più recente fondazione dovettero sottomettersi ad una decisione del Senato veneto per cui i beni immobili ereditati da religiosi dopo il 1536 avrebbero potuto restare nelle loro mani per un massimo di due anni per poi essere venduti. I Minimi di Verona quindi si trovarono quasi subito ad iniziare un'attività creditizia che si concretò sia in depositi al Monte di Pietà sia in prestiti ad un tasso del 5.6%. Sull'attività creditizia dei Paolotti particolarmente fiorente nel secolo XVIII si veda il saggio di Giovanni Zalin.

### La demaniazione
L'applicazione delle leggi napoleoniche portò al trasferimento del convento al demanio il 4 luglio 1806 quando nell'edificio abitavano tredici frati, di cui sette sacerdoti e sei laici. Il convento non fu in quell'occasione chiuso, anzi accolse anche dei confratelli veneziani e per questo fu sottoposto a lavori di restauro. Gli spazi vennero suddivisi tra i monaci e i militari francesi che ebbero in uso anche la chiesa. L'allontanamento definitivo dei religiosi risale al 1810 quando un decreto imperiale asburgico stabilì la soppressione dei conventi. Quale fosse la destinazione d'uso del complesso conventuale non è certo, anche se "nel Catasto del 1817 gli spazi risultano destinati parte a magazzini, in parte affittati ad uso abitativo. Doveva trattarsi di una destinazione provvisoria, e infatti nel 1820 Da Persico sottolinea che l'edificio non è stato solo riordinato, ma ricostruito in "solida forma". Forse per adattarlo a nuove funzioni divenendo, con l'attigua chiesa di Santa Maria della Vittoria, magazzino e stabilimento per la produzione di equipaggiamenti militari. Nel brolo che i monaci avevano usato come orto gli Austriaci costruirono alcuni edifici e lì, prima dell'edificazione della Provianda di Santa Marta (1865) ospitarono anche dei forni da campagna per la produzione di vettovaglie. Quando il Veneto divenne parte del Regno d'Italia San Francesco di Paola continuò ad essere una caserma.

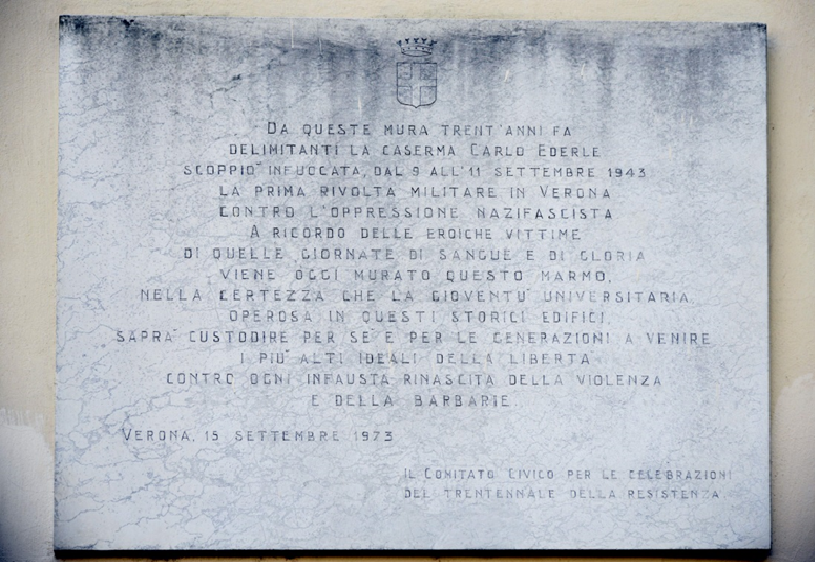
Lapide posta a fianco dell'ingresso della Frinzi il 15 settembre 1973. Ph. Ardigò Giomarelli

### 1943: la rivolta militare contro il nazifascismo
Il complesso conventuale restò possesso militare fino a che non venne acquistato dalla nascente Università degli Studi di Verona. Nel 1943, in seguito all'armistizio firmato l'8 settembre dal governo Badoglio, i luoghi dell'ex convento si resero protagonisti di un'azione di resistenza particolare perché portata avanti da militari della caserma Carlo Ederle. Questa occupava un'ampia area, detta del Campofiore, che partiva da Porta Vescovo e arrivava a Porta Vittoria inglobando via San Francesco dove, tra il 9 e l'11 settembre i soldati italiani, sotto la guida del colonnello Eugenio Spiazzi, si opposero all'armata tedesca. Ai soldati nazisti gli uomini guidati da Spiazzi si arresero la sera del 10 settembre anche se la consegna della caserma si ebbe solo il giorno successivo. "La battaglia dell'8º Artiglieria costò cinque morti, cinque mutilati e dieci feriti".
L'episodio è oggi ricordato da una lapide posta il 15 settembre 1973 proprio a lato dell'ingresso della biblioteca Arturo Frinzi dal Comitato Civico per le celebrazioni del trentennale della Resistenza, a ricordo di un'azione eroica. Durante la seconda guerra mondiale il complesso conventuale, in quanto obiettivo militare, fu oggetto di bombardamenti che portarono al crollo del braccio nord del chiostro.

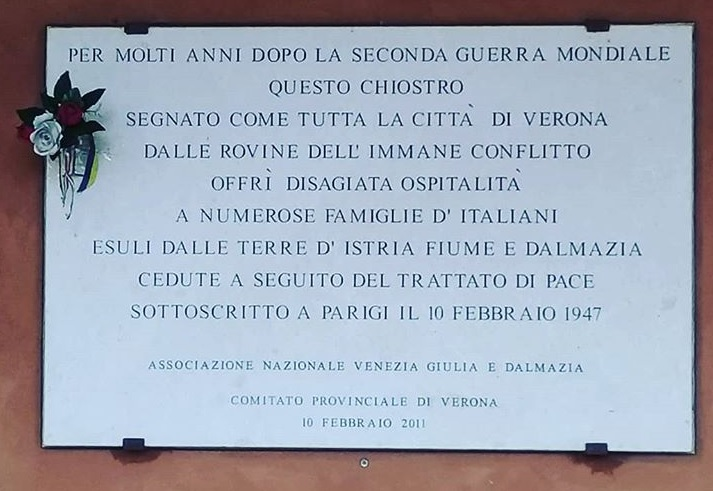
La targa apposta il 10 febbraio 2011, "Giorno del ricordo", sul lato ovest del chiostro di San Francesco. Ph. Alessia Parolotto

### Esuli di Istria, Fiume e Dalmazia
Nel primo dopoguerra la chiesa era ancora occupata da materiale dell'esercito italiano, mentre la parte del convento divenne, a partire dal 1946, luogo di "disagiata ospitalità" per numerosi esuli di Istria, Fiume e Dalmazia. Si trovarono quindi a convivere in spazi limitati intere famiglie avendo a disposizione due soli servizi igienici da cui attingere anche l'acqua. Per ricordare quei fatti dolorosi il 10 febbraio 2011, nel lato ovest del chiostro di San Francesco, a ridosso della biblioteca Frinzi, è stata murata una lapide. Per una testimonianza diretta si ascolti quanto raccontato da Giuseppe Piro che con la famiglia, esule da Pola, visse nel chiostro di San Francesco.

### Il restauro
Chiesa e convento di San Francesco, rimasero in uno stato di abbandono "fino all'istituzione dell'ateneo veronese, quando il Consorzio per la costruzione e lo sviluppo degli studi universitari chiese, nel 1968, al demanio militare la cessione dei fabbricati, che divennero il primo nucleo della cittadella universitaria".
Negli anni Ottanta dopo le prove statiche e la messa in sicurezza delle parti murarie ad opera dell'ingegner Pierluigi Ongarelli, lo studio Calcagni e Cenna diede inizio all'opera di restauro del complesso di San Francesco di Paola e della chiesa destinata ad ospitare la biblioteca Arturo Frinzi. Il progetto si concretizzò in una struttura in acciaio su tre piani che si appoggia al suo contenitore lasciando in questo modo leggibile la struttura originaria della chiesa.

### Arturo Frinzi
La biblioteca è dedicata ad Arturo Frinzi (1875-1962), figura illustre nel panorama economico e politico veronese. Frinzi, dopo la laurea in giurisprudenza a Padova, al lavoro di avvocato affiancò quello di politico, ricoprendo il ruolo di assessore all'assistenza dal 1907 al 1914. Partecipò quindi alla Grande Guerra come ufficiale. Tornato a Verona riprese l'impegno politico che sospese con l'avvento del fascismo, per poi riprendere come deputato costituente tra il 1945 e il 1946. Fu presidente della Cassa di Risparmio di Verona, Vicenza e Belluno dal 1946 al 1962 e presidente dell'autostrada Serenissima. L'intitolazione della biblioteca a suo nome si deve al fatto che egli (e più tardi la nipote Luisa Alessandri Frinzi) lasciarono all'Ateneo veronese una raccolta di volumi, oltre a documenti processuali.

### Una storia nella storia: la biblioteca dei Minimi
I Minimi che si insediano a Verona risultano avere libri sin dal loro arrivo. Al 1596, anno di fondazione del complesso conventuale, risale un elenco di volumi di proprietà dei primi tre monaci dell'Ordine di San Francesco di Paola fatto in ottemperanza all'emanazione dell'Index librorum prohibitorum di Clemente VIII. In tutto i titoli elencati come comuni sono 33 per un totale di 52 tomi; più cospicuo il posseduto dei singoli monaci "nelle celle di tre frati, fra Giovanni da Paternò, fra Pietro da Paternò e fra Bernardo del Ziro. Fra Giovanni, che è il fondatore del convento veronese e, al momento, il Correttore locale, ha in uso personale 39 titoli (per un totale di 58 volumi). La raccolta più ricca è quella di fra Pietro da Paternò (76 titoli per un totale di 138 volumi), mentre fra Bernardo del Ziro ha 12 titoli (20 tomi). Di una vera e propria biblioteca però si parla nel 1676 quando essa diviene oggetto di contesa tra i monaci e il confratello Antonio Bovari, accusato di essersi indebitamente appropriato appunto dello spazio destinato alla bibliotheca e ai "libri pubblici del monasterio". Non solo, in quell'occasione apprendiamo anche il nome del bibliotecario ossia Anastasio Parenti. Una seconda testimonianza relativa alla biblioteca conventuale si deve al prete e bibliotecario austriaco Adalbert Blumenschein (1712-1821) che nel suo giro nelle biblioteche europee, poi descritte nel manoscritto Beschreibung verschiedener Bibliotheken in Europa, visitò anche quella dei Minimi non rilevandovi materiale per lui interessante. La sua testimonianza è però fondamentale perché quantifica come verso la fine del Settecento la biblioteca possedesse all'incirca 2000 volumi, e come la stanza che la conteneva fosse arricchita da tre lapidi compresa quella che ne ricordava l'inaugurazione avvenuta il 29 settembre 1723. Se per Blumenschein la biblioteca non presentava materiale di particolare interesse, diversamente la pensava il bibliotecario Mansueto Martinelli che scrive nel 1752 nella prefazione alla Conferma delle risposte date all’anonimo impugnatore dell’Istoria teologica del Maffei "Tra li non pochi volumi in varie materie, e di buon gusto, e di aggradimento ad uomini riputati, di cui questa biblioteca nostra di giorno in giorno si arricchisce, e si avanza...". Quando nel 1806 viene fatto un censimento dei beni del convento, il luogo che aveva contenuto i libri dei Minimi risulta vuoto, la libraria dei monaci al momento della divisione degli spazi con i militari francesi non è che un involucro privo di contenuto. Va detto che il documento del 1806 permette di ubicare la biblioteca nel lato ovest del chiostro, a ridosso della chiesa, nello spazio che oggi ospita la sala Alessandro Zanella. Quanto ai volumi dei Minimi non si allontanarono molto dalla sede originaria essendo stati acquistati dall'abate Eriprando Maria Giuliari (1728-1805) per il nipote Bartolomeo (1761–1842), architetto e stampatore nella dimestica stamperia collocata proprio nella biblioteca di famiglia nel palazzo di via dell'Artigliere oggi sede del Rettorato dell'Università degli studi di Verona. Purtroppo la biblioteca dei Giuliari, e con essa quella dei Minimi, venne in gran parte smembrata da un altro illustre familiare, l'abate G.B. Carlo (1810-1892), che destinò libri e documenti dell'archivio di famiglia alla Biblioteca Civica di Verona, a quella del Seminario e alla Capitolare.

### Patrimonio artistico del complesso conventuale
La demaniazione della chiesa di San Francesco portò alla spoliazione dell'edificio. Alcune delle opere d'arte furono trasferite in altre chiese: alla limitrofa chiesa di San Paolo in Campo Marzio giunse l'altare Giusti e una pala (attribuita in maniera non univoca a Felice Brusasorzi) che ritrae San Francesco di Paola che attraversa lo stretto di Messina; alla chiesa di Santa Maria del Paradiso invece furono destinate cinque statue che ornavano l'altare maggiore opera di Orazio Martinali. A decorare in vario modo il tempio di San Francesco di Paola furono alcuni dei maggiori artisti veronesi, oltre al già citato Brusasorzi si ricordano: Santo Creara, Orazio Farinati, Claudio Ridolfi, Dario Pozzo e Pasquale Ottino. Le opere che un tempo decoravano la chiesa di San Francesco sono oggi per la maggior parte conservate presso il Museo di Castelvecchio, altre in diverse chiese veronesi, una è oggi (ma l'attribuzione è da molti contestata) nella chiesa di San Vito a Praga, le altre sono andate irrimediabilmente perdute.
Se molte delle opere che gli storici dell'arte citano in relazione alla chiesa di San Francesco sono andate disperse, gli affreschi che ricoprivano il chiostro, seppur rovinati dal tempo e dagli agenti climatici, sono ancor oggi per lo più leggibili e costituiscono una testimonianza di come il complesso fosse adornato. Nel chiostro le lunette furono decorate alla metà del Seicento da Bernardino Muttoni che ritrasse il santo calabrese nel compimento di alcuni dei suoi più famosi miracoli, mentre "all'imposta delle volte, erano dipinti busti di personaggi benemeriti dell'ordine dei Minimi, raffigurati entro finte cornici scultoree a cartouches e identificati da scritte nei cartigli soprastanti. Sul lato del chiostro addossato alla chiesa era presente una serie di ritratti di frati illustri, di cui solo due si sono conservati, mentre su quello opposto resta meglio testimoniata la galleria delle terziarie, rimando ideale alla vicina comunità femminile".

## La bibliotecaArturo Frinzi

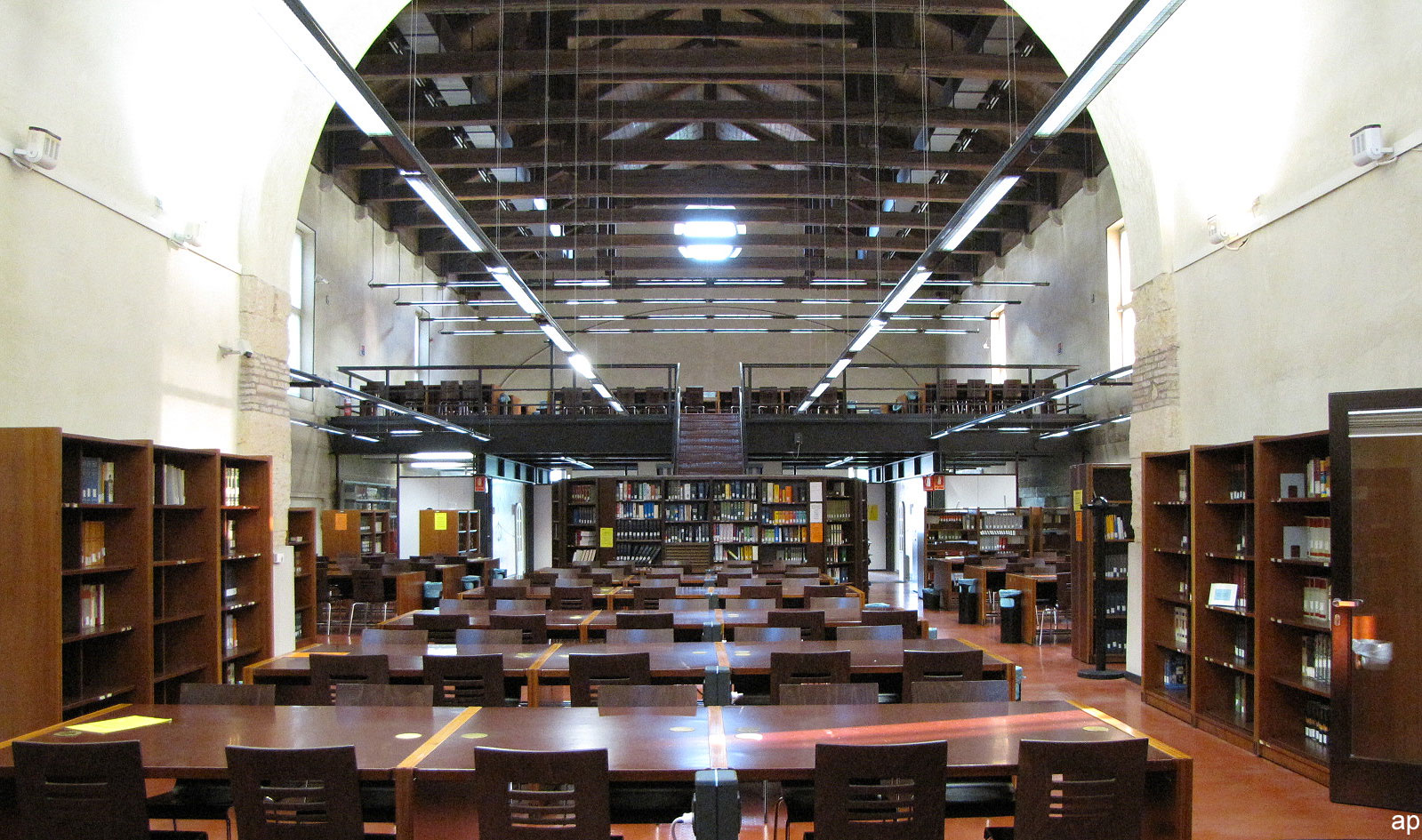
Sala consultazione

La biblioteca fu inaugurata con una breve cerimonia nel novembre 1987 dal rettore Sebastiano Cassarino, dal prorettore Giorgio De Sandre e da Giancarlo Volpato primo direttore della Frinzi. Dal 2002 a dirigere la biblioteca è Daniela Brunelli, dal 2018 responsabile del Sistema Bibliotecario di Ateneo. 
La biblioteca Frinzi è struttura di riferimento per i corsi di laurea del polo umanistico-economico-giuridico dell'Università di Verona che comprende undici biblioteche dipartimentali.
Apre tutti i giorni dalle 8.15 alle 23.45. Dal 23 giugno 2020 (fase post lockdown da Covid-19) gli accessi sono consentiti ai soli utenti istituzionali dalle 8.30 alle 15.00
Dal 14 giugno 2021 la biblioteca ha ripreso gli orari tradizionali (tutti i giorni dalle 8.15 alle 23.45).
Dispone di quasi 500 posti a sedere distribuiti tra emeroteca, spazi di lettura e sala consultazione, suddivisi su tre piani tutti raggiungibili con ascensore e dotati di connessione Wi-Fi. In ogni spazio di studio alcune postazioni sono riservate a persone diversamente abili.

### Patrimonio
Il posseduto dalla biblioteca in cartaceo e in formato elettronico (quest'ultimo in condivisione con tutte le biblioteche del Sistema Bibliotecario di Ateneo) è consultabile tramite il portale di ricerca UniVerSe (University of Verona Search). I documenti in formato digitale possono quindi essere fruiti anche da remoto tramite una connessione VPN (Virtual private network).
Sono disponibili più di 180.000 volumi in sede e almeno altri 250.000 presso le biblioteche dipartimentali del polo umanistico-economico-giuridico. 200.000 sono i libri in formato elettronico. In emeroteca sono accessibili a scaffale aperto più di 4.000 riviste cartacee, alle quali vanno sommate le riviste in formato digitale, oltre 240.000 circa ivi comprendendo sia risorse a pagamento che open-access, in condivisione con il Sistema bibliotecario di Ateneo. Sono più di 100 le banche dati online, in supporto alla ricerca e alla didattica.[dati rilevati a dicembre 2019]

### Servizi
La biblioteca Arturo Frinzi è aperta a tutti, sia agli utenti istituzionali (docenti, studenti, personale tecnico amministrativo) sia agli utenti esterni. 

#### Prestito
L'ufficio, situato al pianterreno, offre consultazione e prestito di libri. Il servizio è gratuito e consentito a tutti, anche ad utenti esterni all'ateneo, previa registrazione. Il prestito ha la durata di venti giorni, ed è prorogabile. È prevista la sola consultazione in giornata per i testi in programma d'esame collocati presso l'emeroteca posta al piano interrato

#### Prestiti interbibliotecari
Il servizio fornisce agli utenti articoli o libri non posseduti dall'Ateneo o da altre biblioteche della città, presenti presso altre biblioteche italiane e straniere. Il servizio viene erogato esclusivamente per motivi di studio e di ricerca, nel rispetto della normativa vigente sul diritto d’autore (legge 633 del 24/4/1941 e successive modifiche e integrazioni).
Prima di inoltrare richieste è necessario verificare che il materiale non sia presente nelle biblioteche dell’Ateneo o in altre biblioteche cittadine consultando il portale Universe e i cataloghi veronesi.

#### Giralibro
Giralibro è un servizio attivo tra biblioteche che hanno sede nei diversi Poli dell’Ateneo veronese. Consente di prendere in prestito opere possedute dalle biblioteche del servizio e farle recapitare presso un’altra biblioteca dell'Ateneo
Il servizio è riservato agli studenti, ai docenti, al personale dell’Ateneo e dell’Azienda ospedaliera e riguarda solo il materiale “prestabile 20 giorni”. L’utente viene avvisato dell’arrivo del documento tramite email e ha tre giorni di tempo per ritirarlo.
Inoltre, salvo prenotazioni di altri utenti, è possibile rinnovare il prestito dal portale Universe oppure telefonando alla biblioteca cui il libro appartiene.

#### Girarticolo
Consente di richiedere l'invio di articoli tratti da riviste possedute dalla biblioteche di Ateneo decentrate rispetto alla propria sede di afferenza. 
Il servizio è riservato a docenti, ricercatori, collaboratori alla ricerca dell'Ateneo, personale dell’Università di Verona e dell’Azienda Ospedaliera Universitaria Integrata, agli studenti con disabilità e agli studenti che frequentano le sedi di Vicenza, Rovereto e Legnago.

#### Box di restituzione prestiti
Libri, cd e dvd di tutte le biblioteche dell’Università di Verona possono essere restituiti nei box messi a disposizione dal Sistema Bibliotecario di Ateneo. Quello della Frinzi si trova nell'attiguo chiostro. 

#### Formazione agli utenti
Il servizio organizza corsi gratuiti, rivolti a tutti gli utenti e finalizzati all’apprendimento delle informazioni fondamentali sull’utilizzo dei vari strumenti di ricerca bibliografica e testuale. Possono essere attivati su richiesta o, periodicamente, per iniziativa delle biblioteche stesse. I docenti dell'Ateneo possono richiedere l'attivazione di un corso sulla ricerca in biblioteca con programma personalizzato. Si valutano richieste di attivazione di incontri formativi o di orientamento anche provenienti da altri utenti (tutor, docenti di scuole superiori, ecc.)

#### Informazioni e ricerche bibliografiche
Il servizio, gratuito e aperto a tutti, offre aiuto e consulenza per ricerche su cartaceo, banche dati online, cd-rom e risorse elettroniche. 
L'ufficio, posto al piano terra, mette a disposizione di chi debba effettuare ricerche per motivi di studio: due computer per la fruizione di documenti in loco (cd-rom, dvd-rom) o in rete di Ateneo e il collegamento Internet, un lettore scanner per microfilm e microfiche, con possibilità di salvare in formato digitale, un televisore per la visione di documenti in VHS e DVD
Le ricerche possono essere svolte in maniera autonoma o con l'aiuto dei bibliotecari.

#### Terza missione
La biblioteca a partire da primi anni Duemila ha prestato attenzione alla cosiddetta "terza missione" (le prime due sono ricerca e didattica) in particolare a quella che l'ANVUR (Agenzia nazionale di valutazione del sistema universitario e della ricerca) chiama Terza missione sociale e culturale ossia l'impegno a promuovere il sapere, che nell'Università trova il suo crogiolo, al di fuori delle sue mura. Questa divulgazione dei prodotti di Ateneo mirano a contribuire al progresso sociale del territorio di afferenza e non solo. Per ottemperare a questa vocazione e rafforzare il dialogo con la società tutta la biblioteca ospita convegni internazionali, seminari, giornate di studio, presentazioni (di libri e collane editoriali). 
La biblioteca Frinzi, inoltre, accoglie, ma progetta anche in prima persona, mostre proposte da docenti, studenti e personale tecnico amministrativo.

#### Social media
La biblioteca che ha una pagina su Facebook, Instagram, Pinterest, Flickr, Twitter, Youtube, trova nei social media uno strumento agile per un colloquio continuo e in tempo reale con i propri utenti.